# Sagan om Dilan och Moa
Sagan om Dilan och Moa, SODOM, är en svensk komediserie som hade premiär på SVT den 15 oktober 2018. Serien är skapad av Dilan Apak och Moa Lundquist.

## Handling
Serien handlar om de två vännerna Dilan (Dilan Apak) och Moa (Moa Lundqvist). De bor tillsammans på Möllan i Malmö med den spirituella konstnären Paola och den vänsterautonoma heltidsaktivisten Filip. De gör vanliga saker som att gå i skolan, äta falafel och festa, men hanterar helt vanliga situationer på mindre vanliga sätt.

## Avsnitt

### Säsong 1 (2018)
Den första säsongen hade premiär på SVT den 15 oktober 2018.
| Nr | Titel                   | Sändningsdatum  |
| --- | ----------------------- | --------------- |
| 1 | "Samlevnad"             | 15 oktober 2018 |
| Dilan söker stöd hos prästen för sitt obefintliga sexliv. Moa har haft ett oskyddat one-night-stand och genomlider ett intensivt dygn av gravidliv.                                    |                         |                 |
| 2 | "Vänner"                | 15 oktober 2018 |
| Paola behöver pengar och hyr ut ett "rum" i kollektivet till vänsterautonoma Filip och Dilan blir entusiastisk över att ha en killkompis.                                              |                         |                 |
| 3 | "Sokrates and the city" | 15 oktober 2018 |
| Moa försöker passa in i sin filosofiklass, men lyckas inte imponera på sina intellektuella klasskamrater.                                                                              |                         |                 |
| 4 | "Klass"                 | 15 oktober 2018 |
| Moa får en släng av klassångest och försöker köpa en lägenhet utanför Möllan. Dilan reagerar med att omfamna misären i Amelie från Montmartres anda och börjar ringa på hos grannarna. |                         |                 |
| 5 | "Komplex"               | 15 oktober 2018 |
| Moa har komplex och Dilan försöker uppmuntra upp med en feministisk fest. |                         |                 |
| 6 | "Avsked"                | 15 oktober 2018 |
| Paola och Alejandro är tillbaka från sin bröllopsresa. Dilan och Moas vänskap hotas och Moa besöker psykologen.                                                                        |                         |                 |

### Säsong 2 (2020)
Den andra säsongen hade premiär på SVT den 28 april 2020. 
| Nr | Titel                                 | Sändningsdatum |
| -- | ------------------------------------- | -------------- |
| 1  | "Tidens gång"                         | 28 april 2020  |
| 2  | "Krisen kommer"                       | 28 april 2020  |
| 3  | "Mind over matter"                    | 28 april 2020  |
| 4  | "Den som är satt i skuld är icke fri" | 28 april 2020  |
| 5  | "Gråzoner"                            | 28 april 2020  |
| 6  | "Mångfald"                            | 28 april 2020  |

## Medverkande
- Dilan Apak - Dilan
- Moa Lundqvist - Moa
- Marcus Berggren - Filip
- Vincent Grahl - Carl
- Cynthia Guarachi - Paola
- Karim Rashed - Kioskmannen
- Evelyn Mok - Psykologen
- Daniel Sanchez - Alejandro